# Stora Kotjärnen, Närke
Stora Kotjärnen är en sjö i Lekebergs kommun i Närke och ingår i Norrströms huvudavrinningsområde.